# César Rodríguez
César Román Rodríguez Hernández, född 20 augusti 1994, är en mexikansk taekwondoutövare. 

## Karriär
I mars 2010 tog Rodríguez guld i 51 kg-klassen vid junior-VM i Tijuana efter att ha besegrat ryske Aleksej Denisenko i finalen. I december 2010 tog han guld i 54 kg-klassen vid panamerikanska mästerskapen i Monterrey efter att ha besegrat chilenske Camilo Pérez i finalen.
I juli 2013 tog Rodríguez sig till kvartsfinalen i 54 kg-klassen vid VM i Puebla, där han blev utslagen av sydkoreanske Kim Tae-hun. I september 2014 tog han sitt andra guld i 54 kg-klassen vid panamerikanska mästerskapen i Aguascalientes efter att ha besegrat colombianske Harold Avella i finalen. I maj 2015 blev Rodríguez utslagen i 32-delsfinalen i 54 kg-klassen vid VM i Tjeljabinsk.
I juni 2016 tog Rodríguez sitt tredje guld i 54 kg-klassen vid panamerikanska mästerskapen i Querétaro efter att ha besegrat chilenske Pablo de la Vega i finalen. I juni 2017 tog han sig till kvartsfinal i 54 kg-klassen vid VM i Muju men blev utslagen av thailändske Ramnarong Sawekwiharee. I augusti 2017 tog Rodríguez brons i 54 kg-klassen vid universiaden i Taipei. I juli 2018 tog han brons i 54 kg-klassen vid panamerikanska mästerskapen i Spokane.
I juni 2021 tog Rodríguez silver i 54 kg-klassen vid panamerikanska mästerskapen i Cancún efter en finalförlust mot amerikanske Melvy Alvarez. I november 2022 tog han silver i 54 kg-klassen vid VM i Guadalajara efter en finalförlust mot ungerske Omar Salim. I juni 2023 vid VM i Baku blev han utslagen i åttondelsfinalen i 54 kg-klassen.